# Acalypha lagoensis
Acalypha lagoensis é uma espécie de flor do gênero Acalypha, pertencente à família Euphorbiaceae.